# Loflazepato di etile
Il loflazepato di etile o etil loflazepato (commercializzato con i marchi Meilax, Ronlax e Victan) è un farmaco facente parte del gruppo delle benzodiazepine. Possiede proprietà ansiolitiche, anticonvulsivanti, sedative e miorilassanti.

## Storia
Fin dagli anni '80 del XX secolo gli studi clinici su animali ne avevano suggerito una bassa tossicità, sebbene nei ratti si fossero verificate evidenze di fosfolipidosi (accumuli di fosfolipidi) nel parenchima polmonare in caso di dosi massicce di farmaco per un periodo prolungato.

## Farmacodinamica
L'emivita del loflazepato di etile è di 51-103 ore. Il suo meccanismo d'azione è simile a quello di altre benzodiazepine.

## Farmacocinetica
Il loflazepato di etile roduce il N-Desalchilflurazepam, un metabolita attivo il cui effetto è più potente di quello del composto da cui si origina (è infatti responsabile della maggior parte degli effetti terapeutici del farmaco da cui deriva). Per questo l'etil loflazepato era stato inizialmente progettato per essere un profarmaco del N-desalchilflurazepam.
Altri metaboliti del loflazepato di etile sono il loflazepato e il 3-idrossidescarbetossiloflazepato. L'accumulo dei vari metaboliti non sembra problematico per gli individui con insufficienza renale.

## Utilizzi
In Messico, dove viene venduto sotto il nome di Victan, il loflazepato di etile è ufficialmente indicato nel trattamento delle seguenti condizioni:
- disturbi d'ansia, sia transitori che generalizzati
- disturbo post-traumatico da stress
- agitazione associata a dolore intenso causato da neuropatie
- disturbo ossessivo-compulsivo
- attacchi di panico
- delirium tremens (sintomatologia neurologica connessa all'astinenza da etanolo)

## Effetti collaterali e sovradosaggio
Generalmente ben tollerato nella posologia, corretta, un sovradosaggio di loflazepato di etile può determinare sonnolenza, irrequietezza e atassia. Nei casi più seri può manifestarsi anche ipotonia muscolare. I bambini hanno un rischio molto più alto di andare incontro a quadri clinici da sovradosaggio anche gravi.
È stata segnalata la morte di tre pazienti anziani per dosi terapeutiche di mantenimento di loflazepato di etile assunte per 2-3 settimane. Causa ultima del decesso è stata l'asfissia causata dalla depressione respiratoria indotta dalla benzodiazepina.
Dosi elevate dell'antidepressivo fluvoxamina possono potenziare gli effetti avversi del loflazepato di etile, diminuendo la tolleranza dell'organismo a quest'ultimo.